# Rudolf Benigni
Rudolf hrabě Benigni (německy Rudolf Karl Josef Thomas Graf von Benigni in Müldenberg) (20. března 1862 Štýrský Hradec – 5. února 1937 Mödling) byl rakousko-uherský admirál. U c. k. námořnictva sloužil od roku 1879, vystřídal působení na různých lodích i v námořní administraci na ministerstvu války. V roce 1913 byl penzionován, ale za první světové války znovu povolán do aktivní služby. Spolu s bratrem, generálem Siegmundem Benignim byl v roce 1917 povýšen na hraběte a v roce 1918 dosáhl hodnosti viceadmirála.

## Biografie

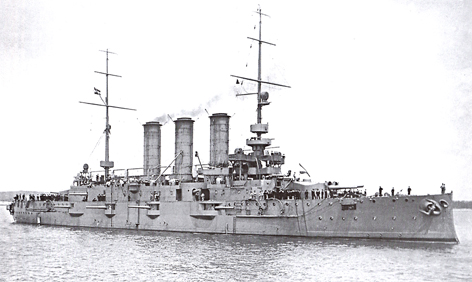
SMS Erzherzog Karl, vlajková loď admirála Benigniho v letech 1910–1911

Pocházel ze staré patricijské rodiny z Tridentu, která později přesídlila do Toskánska a rakouských zemí. Předkové se připomínají od 14. století a v roce 1740 byli povýšeni do šlechtického stavu v habsburské monarchii. Narodil se do početné rodiny, byl nejmladším synem Heinricha Ferdinanda Benigniho (1809–1862), c. k. podplukovníka a velitele ve Štýrském Hradci. Vzdělání získal Rudolf na reálkách a gymnáziích ve Štýrském Hradci a v Brně, v letech 1875–1879 studoval na C. k. námořní akademii v Rijece a v roce 1879 vstoupil jako kadet k válečnému námořnictvu. Na korvetě SMS Saida absolvoval v letech 1879–1880 cestu kolem světa, po návratu byl zařazen ke sborovému námořnímu velitelství v Pule, kde mimo jiné působil u Hydrografického úřadu. V roce 1884 byl v hodnosti praporčíka zařazen k jednotkám námořní pěchoty a absolvoval kurz pro důstojníky dělostřelectva. 
V roce 1890 byl povýšen do hodnosti poručíka II. třídy a mimo jiné byl navigačním důstojníkem na císařských jachtách SMS Miramar a SMS Greif a doprovázel císařovnu Alžbětu na cestách po Středomoří. V roce 1891 se stal ordonančním důstojníkem vrchního velitele námořnictva admirála Sternecka a v letech 1891–1893 působil v prezidiální kanceláři námořní sekce ministerstva války. V roce 1893 získal hodnost poručíka I. třídy a byl prvním důstojníkem na několika lodích. V letech 1897–1900 byl úředníkem v operační kanceláři námořní sekce na ministestvu války. V roce 1901 byl přeložen ke sborovému námořnímu velitelství v Pule a v letech 1901–1902 jako velitel lodi SMS Taurus kotvil v Istanbulu. 
K datu 1. listopadu 1901 byl povýšen na korvetního kapitána a v letech 1902–1905 znovu působil v námořní sekci na ministerstvu války, kde byl přednostou 4. oddělení pro výstavbu lodí. V roce 1905 obdržel hodnost fregatního kapitánave funkci velitele výcvikové lodi SMS Radetzky. V letech 1907–1908 absolvoval cestu na Dálný východ jako velitel bitevních lodí SMS Leopard a SMS Kaiser Franz Joseph I. Dne 1. listopadu 1908 byl povýšen do hodnosti kapitána řadové lodi jako přednosta vojenského odboru velení válečného přístavu v Pule. Na jaře 1910 se stal šéfem štábu eskadry a krátce nato byl velitelem bitevní lodi SMS Erzherzog Karl.
Ke dni 1. listopadu  1912 byl povýšen do hodnosti kontradmirála, v té době byl prezidentem Námořního kontrolního úřadu (1912–1913). V srpnu 1913 byl přeložen ke sborovému námořímu velitelství v Pule a k datu 1. října 1913 odešel do penze. Za první světové války byl povolán znovu do aktivní služby a v letech 1917–1918 působil u mobilizační komise v Lublani. K datu 1. května 1918 získal hodnost viceadmirála.

## Rodina
V roce 1893 se ve Vídni oženil s Leopoldinou Hoffmannovou von Wendheim (1873–1946), dcerou důstojníka c. k. armády. Z manželství se narodily čtyři děti, z nich vynikl nejmladší syn Rudolf (1905–1980).
Z Rudolfových starších sourozenců vynikl bratr Siegmund Benigni (1855–1922), který sloužil v c. k. armádě, za první světové války se uplatnil jako vojevůdce na východní frontě a dosáhl hodosti polního zbrojmistra.

## Tituly a ocenění
Od narození užíval šlechtický titul rytíře, který rodina získala v roce 1740. Za zásluhy byl spolu se svými bratry v roce 1917 povýšen do hraběcího stavu. Jednalo se osobní rozhodnutí císaře Karla I. ze srpna 1917, formality spojené s vydáním diplomu byly dokončeny 15. ledna 1918. V diplomu bylo výslovně uvedeno, že rodině je odpuštěna příslušná správní taxa, která v případě hraběcího titulu činila 12 600 rakouských korun.

### Rakousko-Uhersko
- Jubilejní pamětní medaile (1898)
- Vojenský záslužný kříž (1900)
- Služební odznak pro důstojníky III. třídy (1904)
- Vojenský jubilejní kříž (1908)
- Řád železné koruny III. třídy (1913)

### Zahraničí
- Řád Medžidie III. třídy (1902, Osmanská říše)
- Řád Osmanie III. třídy (1903, Osmanská říše)
- Královský řád Viktoriin IV. třídy (1904, Spojené království)
- Řád červené orlice III. třídy (1909, Německo)